# Die Tollen Hefte
Die Tollen Hefte waren eine bibliophile Buchreihe. Sie wurde zwischen 1991 und 2012 von Armin Abmeier und nach dessen Tod im Juli 2012 von seiner Frau Rotraut Susanne Berner bis 2019 herausgegeben. Die Reihe verknüpfte Prosa und Illustration miteinander.

## Inhalt und Geschichte
Inspiriert wurden Die Tollen Hefte von der Buchreihe „Die Tollen Bücher“, die in den 1920er Jahren vom Elena Gottschalk Verlag herausgegeben wurde. Ausgehend von dieser Reihe entschloss sich Armin Abmeier 1991 eine moderne, literarische Illustrationsserie zu schaffen – Die Tollen Hefte. Vorbilder seiner Serie waren die Comic- und Abenteuerhefte Nick der Weltraumfahrer und Prinz Eisenherz.
Bis zur Einstellung der Reihe wurden insgesamt 50 der aufwändig gestalteten Hefte in kleiner Auflage veröffentlicht. Renommierte Künstler wie Rotraut Susanne Berner, Axel Scheffler, Volker Pfüller, Anke Feuchtenberger und ATAK illustrierten für die Tollen Hefte in den letzten Jahren Texte von T.C. Boyle, Julio Cortázar, Gertrude Stein, Charles Bukowski und anderen. Der Lieblingsautor von Abmeier, Walter Serner, eröffnete die Reihe mit seiner Kriminalgeschichte Wong Fun.
Jedes der Exemplare ist fadengeheftet und mit Ausnahme der Hefte 5 und 7 als mehrfarbige Original-Flachdruckgrafik gedruckt. Zusätzlich ist jedem Heft eine Grafik in Form eines kleinen Plakats beigelegt. Die ersten 15 Tollen Hefte erschienen im Maro Verlag, die folgenden wurden ab 2001 von der Edition Büchergilde (Büchergilde Gutenberg) veröffentlicht. Den frühen Ausgaben lagen oftmals Gimmicks bei.
Von ihrer Gründung im Jahr 1991 an wurde die Reihe mit zahlreichen Buch- und Grafikpreisen ausgezeichnet, unter anderem mit dem Preis der Stiftung Buchkunst und dem Luchs (Literaturpreis) der Wochenzeitung Die Zeit. Auch Ausstellungen in New York, Berlin, Leipzig und Frankfurt am Main widmeten sich in den letzten Jahren der Illustrationsserie. Am 3. September 2010 wurde von Armin Abmeier und Rotraut Susanne Berner die Tolle Galerie in München eröffnet, die sich – wie auch die Tollen Hefte – der Verbindung von Text und Bild widmet. Die erste Ausstellung zeigte Illustrationen von Blexbolex, der das 29. Tolle Heft gestaltete. Im September 2011 erschien zum 20. Geburtstag der Reihe ein Jubiläumsheft, Charakter ist nur Eigensinn, das von 20 Künstlern illustriert wird.
Im April 2016 fand die Jubiläumsausstellung 25 Jahre Tolle Hefte während der Kinderbuchmesse in Bologna statt. Die Ausstellung zeigte die Entstehung, die Geschichte und die Drucktechnik der Hefte. 2019 wurden die Reihe Die Tollen Hefte mit einem weiteren Lieblingsautor von Abmeier, Philip K. Dick, eingestellt.

## Druckverfahren
Bei den Original-Flachdruckgrafiken wird Farbe für Farbe addiert und ergibt so in Summe das ganze Bild. Beim Zeichnen werden die verschiedenen Farben separat auf einzelne Folien gezeichnet. Im Druck wird anschließend Farbton für Farbton separat wieder übereinander gedruckt.

## Veröffentlichungen
- Tolles Heft 1 (1991): Walter Serner, Volker Pfüller (Ill.): Wong Fun. Kriminalgeschichte. Mit einer Nachbemerkung von Thomas Milch.
- Tolles Heft 2 (1991): Uli Becker, Rotraut Susanne Berner (Ill.): Das nackte Leben. Mann und Frau in Wort und Bild.
- Tolles Heft 3 (1991): Oskar Pastior: UROLOGE KUESST NABELSTRANG. Verstreute Anagramme 1979–1989.
- Tolles Heft 4 (1991): Rotraut Susanne Berner: Nudelsuppe. Ein Katalog von A–Z. Vorwort von Michael Krüger.
- Tolles Heft 5 (1993): Anselm Glück: melken bis blut kommt.
- Tolles Heft 6 (1992): Axel Scheffler: Verbiesterte Welt.
- Tolles Heft 7 (1993): Dmitri A. Prigow: Fünfzig Blutströpfchen in einem absorbierenden Milieu. Aus dem russischen Manuskript übertragen von Günter Hirt und Sascha Wonders.
- Tolles Heft 8 (1993): Wolf Erlbruch: Ratten. Mit dem Gedicht Schöne Jugend von Gottfried Benn.
- Tolles Heft 9 (1993): Atte Jongstra, Rotraut Susanne Berner (Ill.): Festliches Lexikon. Übersetzung aus dem Niederländischen von Fritz van Lingen.
- Tolles Heft 10 (1994): Alphonse Allais, Volker Pfüller (Ill.): Die Templer und Ein gutpariserisches Melodram. Zwei Novellen. Mit einem Streichholzbrief von Umberto Eco. Übersetzt von Burkhart Kroeber.
- Tolles Heft 11 (1996): Rotraut Susanne Berner: Leib- und Magengedichte. Von Artmann bis Zürn.
- Tolles Heft 12 (1996): Volker Pfüller: Skizzen und Fratzenbuch.
- Tolles Heft 13 (1996): Yvonne Kuschel: Ich bin ganz glücklich.
- Tolles Heft 14 (1997): T. C. Boyle, Sophie Dutertre (Ill.): Mein Abend mit Jane Austen. Aus dem Amerikanischen von Werner Richter.
- Tolles Heft 15 (1998): Peter Wawerzinek, Moritz Götze (Ill.): Skorbut.
- Tolles Heft 16 (2001): T. C. Boyle, Thomas M. Müller (Ill.): Der Hardrock-Himmel. Aus dem Amerikanischen von Werner Richter.
- Tolles Heft 17 (2001): Yvonne Kuschel: Die Zukunft gehört den Mutigen.
- Tolles Heft 18 (2002): Anke Feuchtenberger: Die Skelettfrau.
- Tolles Heft 19 (2002): Axel Scheffler: Über das Halten von Eichhörnchen. Aus dem Englischen übersetzt von Harry Rowohlt.
- Tolles Heft 20 (2002): Henning Wagenbreth: Das Geheimnis der Insel St. Helena.
- Tolles Heft 21 (2004): A. L. Kennedy, Rotraut Susanne Berner (Ill.): Das Wörterbuch der Familie Mausbock. Aus dem Englischen von Ingo Herzke.
- Tolles Heft 22 (2004): Armin Abmeier, Rotraut Susanne Berner (Hrsg.), Thomas M. Müller (Ill.): Lebens-Mittel. Was Kinder brauchen. 26 Beiträge von deutschsprachigen Autoren.
- Tolles Heft 23 (2004): Michael Ondaatje, Stefanie Schilling (Ill.): Der letzte Ritt von Billy the Kid. Aus dem Englischen von Werner Herzog.
- Tolles Heft 24 (2005): Yvonne Kuschel: Nie solo sein und andere Palindrome.
- Tolles Heft 25 (2005): Gertrude Stein, ATAK (Ill.): Ada.
- Tolles Heft 26 (2006): Ernst Herbeck, Katrin Stangl (Ill.): Wenn man so durch die Welt durchblickt.
- Tolles Heft 27 (2006): Marco Denevi, MAX (Ill.): Ein Hund auf Albrecht Dürers Stich „Ritter, Tod und Teufel“. Aus dem Spanischen von Elke Wehr.
- Tolles Heft 28 (2007): Charles Bukowski, Thomas M. Müller (Ill.): Ein Ablehnungsbescheid und die Folgen. Aus dem Amerikanischen von Carl Weissner.
- Tolles Heft 29 (2007): Blexbolex: Die Flucht nach Abecederia. Aus dem Französischen übersetzt von Susanne Schardt.
- Tolles Heft 30 (2008): Stephan Krass, Kitty Kahane (Ill.): Poetischer Doppelpass.
- Tolles Heft 31 (2008): T. C. Boyle, Christoph Niemann (Ill.): Windsbraut. Aus dem Amerikanischen von Dirk van Gunsteren.
- Tolles Heft 32 (2009): Christoph Feist: Orfeus & Eurydike.
- Tolles Heft 33 (2010): Ingrid Bachér, Rotraut Susanne Berner: Das Kind und die Katze.
- Tolles Heft 34 (2010): Julio Cortázar, Franziska Neubert (Ill.): Erzählung mit einem tiefen Wasser. Übersetzung aus dem Spanischen von Wolfgang Promies.
- Tolles Heft 35 (2011): Brigitte Kronauer, Gosia Machon (Ill.): Im Gebirg. ISBN 978-3-940111-81-4.
- Tolles Heft 36 (2011): Armin Abmeier (Hrsg.): Charakter ist nur Eigensinn. ISBN 978-3-940111-89-0.
- Tolles Heft 37 (2012): Merav Salomon: Frostbeulen. ISBN 978-3-940111-95-1.
- Tolles Heft 38 (2012): Jens Bonnke: Der andere Wagen war absolut unsichtbar, und dann verschwand er wieder. ISBN 978-3-940111-79-1.
- Tolles Heft 39 (2013): Henning Wagenbreth: Honky Zombie Tonk. Die blauen Geister von New Orleans. ISBN 978-3-86406-026-7.
- Tolles Heft 40 (2013): Katherine Mansfield, Sophia Martineck: Die Fliege. ISBN 978-3-86406-028-1.
- Tolles Heft 41 (2014): Nicolas Robel: Topo Limbo. ISBN 978-386406-036-6.
- Tolles Heft 42 (2014): H. G. Wells, Katja Spitzer (Ill.): Die seltsame Orchidee. ISBN 978-3-86406-042-7.
- Tolles Heft 43 (2015): Hans Traxler: Ein Sturmtief überm Freibad Hausen. ISBN 978-3-86406-046-5.
- Tolles Heft 44 (2015): Kristin Foltan: Der Kunstraub von Rotterdam. ISBN 978-3-86406-059-5.
- Tolles Heft 45 (2016): Nadia Budde: Durch & Durch. ISBN 978-3-86406-065-6.
- Tolles Heft 46 (...): Philip K. Dick: Ach, als Blobbel hat man’s schwer.
- Tolles Heft 47 (...): Michael Ondaatje: Jasper braucht einen Job.
- Tolles Heft 48 (...): Katharina Stangl: Die Hauskatze ist selten eine weiße.
- Tolles Heft 49 (...): Michael Hammerschmid: Schlaraffenbauch.
- Tolles Heft 50 (2018): Bret Harte: Muck-a-Muck.